# Laurenz Demps
Laurenz Demps (né le 24 juillet 1940 à Berlin) est un historien allemand. Ses recherches portent sur l'histoire de Berlin à l'époque nationale-socialiste (travaux sur le thème des travailleurs forcés et des camps de travaux forcés dans la capitale fasciste de Berlin 1939-1945) et de la Seconde Guerre mondiale (surtout la guerre aérienne) ainsi que sur les l'histoire des bâtiments et des lieux importants de Berlin.

## Biographie
Laurenz Demps effectue d'abord un apprentissage de cheminot industriel et de transport à la Reichsbahn. Il constitue à cette période une collection de livres de cours, principalement de l'époque nationale-socialiste, qui permettent la reconstitution des transports concentrationnaires. Il est délégué pour étudier et obtient son Abitur en 1961, d'abord via la deuxième voie d'enseignement de la RDA, la faculté Arbeiter-und-Bauern (de). Il étudie ensuite l'histoire et l'histoire de l'art à l'Université Humboldt de Berlin de 1961 à 1966 et devient historien diplômé en 1966. Il travaille ensuite comme assistant de recherche et professeur à l'Université Humboldt de Berlin. Il est à la retraite depuis 2005.

## Axe de recherche à l'époque du national-socialisme
De 1966 à 1967, il est aspirant (de) scientifique direct, de 1967 à 1969 assistant de recherche auprès de Friedrich Karl Kaul (de) qu'il aide lors du procès du camp de concentration de Dora devant le tribunal régional d'Essen. Demps se consacre au camp de Mittelbau-Dora depuis qu'il est étudiant. Avec ses camarades d'études Götz Dieckmann (de), Peter Hochmuth, Manfred Pautz et Reimar Riese, il forme un groupe de recherche qui traite ce sujet de manière intensive. À la fin des années 1960, il rédige des rapports d'expertise pour les procès des camps de concentration.
En décembre 1970, il obtient son doctorat à l'Université Humboldt avec une thèse intitulée Sur la poursuite de l'expansion de l'appareil de monopole d'État de l'économie de guerre fasciste dans les années 1943 à 1945 et sur le rôle des SS et des camps de concentration dans le contexte de la production d'armements. Montré en utilisant l'exemple de la relocalisation souterraine de parties de l'industrie de l'armement, toujours via le camp de concentration de Mittelbau-Dora. Les membres du jury sont Walter Bartel, Percy Stulz (de) et Joachim Streisand (de).
En mars 1982, il rédige sa thèse B sur les débuts de la Gestapo avec l'ouvrage La transition du département I (police politique) de la préfecture de police de Berlin au bureau secret de la police d'État (1933/34).

## Axe de recherche du Berlin urbain à l'époque moderne
Depuis septembre 1983, Demps est chargé de cours en histoire territoriale dans la section d'histoire de l'Université Humboldt de Berlin. En 1988, il est nommé professeur associé d'histoire territoriale de Berlin-Brandebourg et enseigne l'histoire de l'État de Berlin-Brandebourg aux XVIIIe, XIXe et XXe siècles jusqu'à sa retraite en 2005.
En 2000, il est nommé à la commission internationale d'experts « Centre historique de Berlin », qui doit s'occuper de la reconstruction du Château de Berlin (« Schlossbaukommission »). Il est mandaté pour fournir des expertises pour le classement historique de nombreux bâtiments (1978 : Platz der Akademie, 1991 : Potsdamer Platz, 1991 : Schiffbauerdamm, 1992 : Invalidenfriedhof, 2003 : Schadowhaus).

## Activités politiques
Depuis 1981, il est membre du conseil municipal de Berlin pour le Kulturbund der DDR. Après la chute du mur de Berlin, il en est le président de 1989 à 1990.

## Travaux
Seules les monographies (essais ou rapports exceptés) écrites par Laurenz Demps sans co-auteurs sont répertoriées ; il en a écrit plus d'une trentaine. Le répertoire complet le plus récent est publié par
- Sebastian Panwitz: Vier Jahrzehnte Stadt- und Regionalgeschichtsschreibung. Die Arbeiten des Berlin-Historikers Prof. Dr. Laurenz Demps 1968–2005. In: Kurt Wernicke, Wolfgang Voigt (Hrsg.): Stadtgeschichte im Fokus von Kultur- und Sozialgeschichte. Festschrift für Laurenz Demps. Trafo, Berlin 2006, S. 487–496.

### Monographies
- Berliner Miniaturen. Historische Baudenkmale Berlin, Berlin 1987.
- Der Gensd’armen-Markt. Gesicht und Geschichte eines Berliner Platzes, Berlin 1987.
- Die Neue Wache. Entstehung und Geschichte eines Bauwerks, Militärverlag der DDR, Berlin 1988.
- Das Brandenburger Tor, Berlin 1991.
- Der Schlesische Bahnhof in Berlin, Berlin 1991.
- Der Schiffbauerdamm (de). Ein unbekanntes Kapitel Berliner Stadtgeschichte, Berlin 1993.
- Der schönste Platz Berlins. Der Gendarmenmarkt in Geschichte und Gegenwart, Berlin 1993.
- Berlin-Wilhelmstraße. Eine Topographie preußisch-deutscher Macht, Berlin 1994.
- Der Pariser Platz. Der Empfangsalon Berlins, Berlin 1995.
- Der Invalidenfriedhof. Denkmal preußisch-deutscher Geschichte in Berlin, Berlin 1996.
- Die Oranienburger Straße. Von der kurfürstlichen Meierei zum modernen Stadtraum, Berlin 1998.
- Zwischen Mars und Minerva. Wegweiser über den Invalidenfriedhof. Ein Verzeichnis der auf dem Invalidenfriedhof zu Berlin noch vorhandenen Grabdenkmale, Berlin 1998.
- Der Berliner Dom, Berlin 1999.
- Das Brandenburger Tor. Ein Symbol im Wandel, Berlin 2003.
- Das Neue Ullstein-Haus, Friedrichstr. 126, Berlin 2004.
- Die Neue Wache. Vom königlichen Wachhaus zur Zentralen Gedenkstätte. VBB, Berlin 2011  (ISBN 978-3-86650-086-0).
- Luftangriffe auf Berlin. Verlag Ch. Links, Berlin 2012  (ISBN 978-3-86153-706-9).